# Topo da Coroa
O Topo da Coroa, com 1979 m de altitude, é o ponto mais elevado da ilha de Santo Antão, em Cabo Verde. O monte formado-se uma parque natural.
Tem origem vulcânica e fica situado a 20 km a oeste de Porto Novo e a menos de 4 km a leste de Monte Trigo.